# Zethus pilosus
Zethus pilosus är en stekelart som beskrevs av Edoardo Zavattari 1912.
Zethus pilosus ingår i släktet Zethus och familjen Eumenidae. Inga underarter finns listade i Catalogue of Life.